# Juan Andrés Ramírez Turell
Juan Andrés Ramírez Turell (Montevideo, 11 de octubre de 1946 - Montevideo, 3 de abril de 2025) fue un abogado, profesor y político uruguayo, perteneciente al Partido Nacional. Fue Decano de la Facultad de Derecho de la Universidad de la República entre octubre de 2017 y octubre de 2018.

## Biografía
Desciende de José Ramírez Pérez, saladerista en el antiguo Montevideo.
Hijo de Elvira Turell y de José Antonio Ramírez García, a su vez hijo de Juan Andrés Ramírez Chain, político nacionalista de destacada actuación en la primera mitad del siglo XX. También era primo del exvicepresidente Gonzalo Aguirre Ramírez.
Casado con Silvia Saravia Fratti, tuvo cuatro hijos: Juan Andrés, Gonzalo, Silvia y Margarita.
Graduado como abogado, se desempeñó como docente de Derecho Civil en la Facultad de Derecho de la Universidad de la República.  Desde 1995 forma parte del estudio jurídico profesional "RXAV" ("Ramírez, Xavier de Mello, Abal & Valentín") integrado por los profesores Alejandro Abal,Eugenio Xavier de Mello y Gabriel Valentín (estudio del que hasta su fallecimiento también formó parte el Profesor Dr. Ronald Herbert, antes denominado HRXA y luego RXA).
A comienzos de los años 1980, el entonces dictador Gregorio Álvarez le ofreció un cargo en el Consejo de Estado, propuesta que rehusó de inmediato. En 1989 fue elegido senador por el Partido Nacional, dentro del sector herrerista. Al año siguiente, el nuevo presidente Luis Alberto Lacalle lo designó Ministro del Interior, cargo que desempeñó hasta 1993. Durante ese lapso, debió enfrentar movimientos gremiales de descontento dentro de las fuerzas policiales. También debió enfrentar el caso Eugenio Berríos, debiendo destituir al jefe de policía de Canelones.
En los últimos años de ese período, hasta 1993, asumió su banca en el Senado. En las elecciones de 1994 fue candidato a Presidente de la República por el oficialismo, acompañado en la fórmula por Juan Chiruchi. Los comicios fueron ganados por el expresidente Julio María Sanguinetti.
A partir de 1995, se retiró del Herrerismo, luego del surgimiento de graves acusaciones de corrupción contra algunos de sus dirigentes, entre ellos el propio Lacalle. Acompañado entre otros por Álvaro Carbone y Álvaro Alonso, fundó entonces el sector Desafío Nacional, por el cual fue precandidato a la Presidencia en las elecciones internas de abril de 1999, acompañado por Jorge Larrañaga, Carlos Julio Pereyra y su primo Gonzalo Aguirre Ramírez. En dichos comicios, pautados por una dura campaña en la interna del Partido Nacional, con acusaciones muy fuertes entre los candidatos, fue derrotado por Lacalle. A partir de entonces, se retiró de los primeros planos de la actividad política, si bien le brindó su respaldo a la precandidatura de Larrañaga en las internas de 2004.
El 22 de abril de 2008 presentó su nuevo movimiento político, Idea Nacional (ahora separado de Álvaro Alonso). En julio de 2008, Idea Nacional se unió con el grupo del Diputado Javier García Duchini para crear la lista 40 que apoyó la candidatura de Jorge Larrañaga a la Presidencia de la República en las elecciones internas de 2009. Entre los que siguiendo a Ramírez se unieron a este nuevo grupo se encuentran el exdiputado y diputado suplente Sebastián Da Silva, Rodrigo Goñi, Nicolás Orrico, Walter Sobrero, Marcus de Alburquerque, Adriana Costa, y Cristina Reyes, esposa del fallecido Álvaro Carbone entre otros.
Al perder las elecciones internas del Partido Nacional frente a la candidatura de Luis Alberto Lacalle, el Dr. Ramírez dejó de participar al igual que muchos de sus adherentes que no compartían apoyar a Lacalle. El resto de ellos, se unió con otras listas creando la 2004 que compitió en las elecciones nacionales.
De cara a las internas de 2019, se integró al refundado Movimiento Por la Patria y apoyó la precandidatura de Jorge Larrañaga. También participó en el movimiento de reforma constitucional en materia de seguridad, cuyo articulado contribuyó a redactar.
| Predecesor: Flavio Buscasso | Ministro del Interior 1 de marzo de 1990-10 de noviembre de 1993 | Sucesor: Raúl Iturria |